# Protaetia heinrichi
Protaetia heinrichi är en skalbaggsart som beskrevs av Legrand 2008. Protaetia heinrichi ingår i släktet Protaetia och familjen Cetoniidae. Inga underarter finns listade i Catalogue of Life.